# 中国人民解放军陆军合成第三十二旅
合成第三十二旅（英語：32nd Combined Arms Brigade），又称“山地铁拳”，是中国人民解放军陆军第七十五集团军的一个山地合成旅。

## 概述
该旅前身是2013年由摩托化步兵第三十一师拆分出摩步第九十二、九十三团来组成的山地步兵第三十二旅，2017年改为山地合成旅。

## 沿革
参考资料：
| 部隊番號           | 使用時期             |
| ------------------ | -------------------- |
| 山地步兵第三十二旅 | 2013年12月-2017年2月 |
| 合成第三十二旅     | 2017年2月至今        |

## 荣誉
- 者阴山英雄连：前步兵第九十三团九连，现为本旅某加榴炮兵连